# Бутринт
Бутринт (на албански: Butrint) е античен и средновековен град, чиито останки са разкрити в Южна Албания, на около 15 км южно от град Саранда. Античното селище се намира на територията на Национален парк „Бутринт“ и е в списъка на ЮНЕСКО за световно наследство.

## Местоположение
Градът е разположен в трудно достъпно място, естествено защитен от Адриатическо море, езерото Бутринт и река Павла.

## История
Селището възниква като гръцка колония на жителите на остров Корфу. По-късно става владение на Римската империя, където след приемането на християнството се сформира един от първите християнски центрове на Балканите. За известно време през XI век Ботротската епархия е част от Охридската архиепископия.